# Louis Chein
Louis Chein (Paris 1637-1694) était un prêtre et compositeur baroque français de la fin du XVIIe siècle, originaire de Beaune.

## Biographie
Il fut dès 1645 enfant de chœur de la Sainte Chapelle du Palais dont il deviendra ensuite chapelain. Il se rendit ensuite à Quimper-Corentin comme chef de la maîtrise de la cathédrale.
Également joueur de serpent, il est essentiellement connu pour le requiem pour quatre voix publié en 1690, peu avant sa mort. Le compositeur propose dans cette œuvre de qualité deux graduels, l’un pour l’usage parisien, le second pour l’usage romain.  Les intonations du chantre sont toutes notées. L’édition originale de Ballard en 1690 présente cette messe en notation blanche avec utilisation de « ligatures », probablement pour lui donner un aspect traditionnel archaïsant. 
Le seul exemplaire connu de cette édition originale est issu d'un recueil in-folio du fonds de la bibliothèque de la Compagnie de Jésus, autrefois à Chantilly.
À ce jour, il est détenu par la bibliothèque municipale de Lyon.
Le Centre de musique baroque de Versailles en a réalisé une édition moderne (1997). Cette messe pour les défunts est idéalement chantée par un contre-ténor, un ténor, un baryton et une basse.
Il composa par ailleurs au moins deux messes, dédiées au chapitre de la Sainte-Chapelle, pour quatre voix en sus du requiem, l'une en 1689 l'autre en 1691.